# Parti communiste de l'Alberta
Le Parti communiste de l’Alberta est un parti politique provincial en Alberta, au Canada. Il s’agit d’une des sections provinciales à part entière du Parti communiste du Canada.

## Historique
L’Alberta reconnait les porte-parole et les militants du Parti communiste au moment de la fondation du Parti communiste du Canada en 1921. Les premières années sont troublées par l’incertitude de sa relation avec le mouvement radical One Big Union, qui voit le jour en Alberta en 1919.
Après la Première Guerre mondiale, la dépression pousse de nombreux Albertains à chercher un changement radical du système économique et le Parti communiste représente une force puissante, active dans l’organisation et le lobbying auprès des gouvernements au nom des pauvres chômeurs des villes, des agriculteurs en difficulté financière et des travailleurs urbains mal payés. Les points de vue radicaux du Parti trouvent une audience réceptive parmi les communautés d’immigrants, ayant fui des conditions économiques injustes dans leurs pays d’origine. Les Ukrainiens, les Finlandais, les Italiens et les Juifs sont parmi les premiers membres dans ce mouvement initial, tandis que les immigrants communistes britanniques dirigent le mouvement en raison de leur facilité pour la langue anglaise et leur citoyenneté. Les immigrants récents provenant d’autres pays, même naturalisés, pouvaient se voir expulser vers leur pays d’origine en raison de leur militantisme politique, et plusieurs d’entre eux effectivement ont été expulsés.
Henry Bartholomew est un membre du Parti communiste, porte-parole et conférencier bien connu dans la Ville d’Edmonton, lors des élections partielles de 1924, sous la bannière du Parti travailliste canadien qui, à l’époque, accueillait à la fois des membres communistes et non-communistes. Il est arrivé en troisième position avec 29 pour cent des voix, et le système de vote transférable en vigueur à l’époque lui a donné plus de voix au premier tour des transferts de scrutin, de sorte qu’il était presque en deuxième place, mais, tenu à l’écart des deux premières places, il a été déposé et ses bulletins de vote redistribués.
Le Parti communiste présente d’abord son premier candidat à l’élection partielle d’Edmonton, le 9 janvier 1931. Il se présente également à deux autres élections partielles, dont la dernière se tiendra le 7 octobre 1937 dans la circonscription d’Edmonton, au cours de laquelle Jan Lakeman, secrétaire général des communistes de l’Alberta, termine troisième. Le Parti ne participera plus à aucune autre élection partielle depuis, mais présentera des candidats à de nombreuses élections provinciales générales, à partir de 1935.
Le gouvernement fédéral, inquiet de sa force latente, interdit le Parti communiste du Canada (et sa section albertaine) au début des années 1930 et à nouveau, au début de la Seconde Guerre mondiale.
Les candidats du Parti communiste obtiennent des résultats raisonnables dans le cadre du système de vote unique transférable que l’Alberta utilise entre 1924 et 1959, mais ses candidats dépassent rarement le premier transfert de vote.
Bien que le Parti ait fait élire des députés aux assemblées législatives de l’Ontario et du Manitoba dans les années 1940 et 1950, il n’a jamais réussi à obtenir des sièges en Alberta. Les communistes ont fait leur plus forte élection en Alberta en 1935, en présentant neuf candidats et en remportant près de 6 000 votes, soit un peu moins de 2 % du vote populaire. Si le Parti est demeuré une force très mineure c'est en raison de la politique conservatrice de l’Alberta, qui a pris le dessus sur la province à partir des années 1940. Il obtient ses meilleurs résultats dans les années 1940, avec quelques deuxièmes places distantes. Lors de ces élections, il prend le nom pour de « Parti ouvrier progressiste », en raison de l’interdiction du gouvernement fédéral. (Voir également le nom de Progressistes unis, que le parti utilise lors de l’élection de 1940, à Vegreville)
Le Parti reprend son nom de Parti communiste en 1963. Il a moins de succès que les autres partis de gauche de la province, tel que le Parti travailliste et la Fédération du Commonwealth coopératif. Aux élections provinciales de 1975, le Parti communiste se partage le vote d’extrême gauche avec le Parti socialiste constitutionnel, et lors d’autres élections, le Parti communiste du Canada (marxiste-léniniste) présente également des candidats.
Le Parti communiste ne se présente pas aux élections de 1967 ni à celles de 1971. Cependant, il présente au moins un candidat à chaque élection générale depuis. Au cours des dernières années, il n’a pas présenté plus de quelques candidats, dont le total des suffrages est rarement supérieur à 100 dans chaque circonscription contestée.

## Plateforme du Parti
La plate-forme du Parti communiste de l'Alberta défend les valeurs communistes et se base sur le fait qu’il faut accorder la priorité aux personnes et à l’environnement avant les profits des entreprises. Elle propose de mettre les travailleurs du secteur pétrolier à profit pour construire des énergies renouvelables et des systèmes de transport, rénover les bâtiments et nettoyer la dégradation environnementale comme les puits de pétrole abandonnés et les bassins de résidus laissés derrière eux par les compagnies pétrolières. De plus, le parti plaide pour des soins de santé complètement publics, un meilleur système de garde d'enfants, un système d'éducation gratuit jusqu'aux études postsecondaires, un contrôle des loyers et des logements sociaux plus abordables. La plateforme du Parti prône aussi de doubler le salaire minimum et de réduire la semaine de travail à 32 heures. Elle doublerait également le taux d'imposition des sociétés et éliminerait entièrement l'impôt sur les revenus de moins de 35 000 $ par année.

## Chefs du Parti
- Jan Lakeman, 1930 - 1937??
- Lawrence Anderson, 1937 - 1943?
- James A. MacPherson, 1943 - 1945
- Bernhard Rudolf Swankey[4], 1945 - 1957
- William Arnold Tuomi, 1978
- David Wallis, 19?? - 1986
- Norman Brudy, 1986–1992
- Naomi Rankin, depuis 1992

## Résultats des élections par année

### Élections générales
| Élection | Affiliation          | Candidats | Votes  | %      | Candidat vedette    | Votes | Circonscription            |
| 1935     | Communiste           | 9         | 5 771  | 1,91%  | Jan Lakeman         | 1 096 | Edmonton                   |
| 1940     | Communiste           | 1         | 1 067  | 0,35%  | James A. MacPherson | 1 067 | Edmonton                   |
| 1944     | Ouvrier progressiste | 30        | 12 003 | 4,26%  | William Teresio     | 999   | Vermilion                  |
| 1948     | Ouvrier progressiste | 2         | 1 372  | 0,47%  | Bernard Swankey     | 856   | Pincher-Creek Crowsnest    |
| 1952     | Ouvrier progressiste | 2         | 1 132  | 0,38%  | Bernard Swankey     | 824   | Edmonton                   |
| 1955     | Ouvrier progressiste | 9         | 3 420  | 0,90%  | William Harasym     | 947   | Edmonton                   |
| 1959     | Ouvrier progressiste | 4         | 884    | 0,21%  | William Tuomi       | 251   | Edmonton Norwood           |
| 1963     | Communiste           | 4         | 527    | 0,13%  | Dan Gamache         | 215   | St. Paul                   |
| 1975     | Communiste           | 14        | 768    | 0,13%  | Neil Stenberg       | 116   | Redwater-Andrew            |
| 1979     | Communiste           | 7         | 357    | 0,05%  | William Tuomi       | 80    | Edmonton Highlands         |
| 1982     | Communiste           | 8         | 389    | 0,04%  | Naomi Rankin        | 66    | Edmonton Highlands         |
| 1986     | Communiste           | 6         | 199    | 0,03%  | Naomi Rankin        | 51    | Edmonton Highlands         |
| 1989     | Communiste           | 2         | 82     | 0,01%  | Naomi Rankin        | 55    | Edmonton-Gold Bar          |
| 1993     | Communiste           | 1         | 47     | 0,005% | Naomi Rankin        | 47    | Edmonton Strathcona        |
| 1997     | Communiste           | 1         | 61     | 0,01%  | Naomi Rankin        | 61    | Edmonton Riverview         |
| 2001     | Communiste           | 2         | 117    | 0,01%  | Naomi Rankin        | 76    | Edmonton Centre            |
| 2004     | Communiste           | 2         | 98     | 0,01%  | Bonnie-Jean Collins | 56    | Calgary East               |
| 2008     | Communiste           | 2         | 96     | 0,01%  | Bonnie-Jean Collins | 55    | Calgary East               |
| 2012     | Communiste           | 2         | 210    | 0,02%  | Bonnie Devine       | 166   | Calgary East               |
| 2015     | Communiste           | 2         | 181    | 0,01%  | Bonnie Devine       | 138   | Calgary East               |
| 2019     | Communiste           | 4         | 313    | 0,02%  | Alex S. Boykowich   | 103   | Edmonton-Highlands-Norwood |

### Élections partielles
| Date             | Circonscription | Candidat    | Votes | %     | Position |
| 9 janvier 1931   | Edmonton        | Jan Lakeman | 813   | 4,68% | 4e sur 4 |
| 16 novembre 1931 | Red Deer        | FG Bray     | 261   | 6,68% | 4e sur 4 |
| 7 octobre 1937   | Edmonton        | Jan Lakeman | 1 779 | 5,72% | 3e sur 5 |